# Michel Abécassis (journaliste et joueur)
Cet article concerne le journaliste et joueur de poker. Pour le metteur en scène, voir Michel Abécassis (metteur en scène). Pour les homonymes, voir Abécassis.
Michel Abécassis, né le 29 juin 1952 à Oran (Algérie), est un journaliste français qui mène également une carrière de joueur de poker et de bridge. Il a été directeur éditorial du site de poker Winamax, joueur du Team Pro Winamax.

## Biographie
Il arrive en France en 1962.
Docteur en médecine, il bifurque vers le journalisme à partir de 1989 pour le magazine ELLE et en devient rédacteur en chef adjoint de 1992 à 1997. À la même époque, il collabore également au Nouvel Observateur avec une chronique hebdomadaire sur le bridge. Sa passion du bridge lui fait remporter treize titres de champion de France, trois titres de champion d'Europe (1991,1993, 2018) et de nombreux tournois internationaux (dont la Coupe d'Or Cino Del Duca). Une expérience qu'il combine avec son métier de journaliste pour diriger en 1999-2000 le magazine Le Bridgeur,. 
Découvrant le poker en 1997, il remporte plusieurs tournois en France, termine 1er en 2002 des championnats du monde WCOOP sur internet en Pot Limit Texas hold'em, 2e dans la même compétition en 2004 en Omaha Hi-Lo et 2e en 2008 en Pot Limit Omaha. Il compte à son palmarès en "live" deux places de 4e aux WSOP de 2001 et de 2003 en Omaha Hi-Lo; deux victoires et une 2e place aux EFOP (Euro-Finales Of Poker) en 2004 et une 3e place en 2010. Il a remporté en 2006 et 2007 le Tournoi des as, diffusé sur la chaîne Paris Première. En 2008, il termine 8e du Main Event du Partouche Poker Tour en gagnant 78 500,,.
Il participe à la création du Team Winamax, en tant que consultant et en tant que joueur. Sur le circuit de l'European Poker Tour, il se place de nombreuses fois dans les places payées, dont une 6e place en table finale de l'EPT de Vilamoura en 2009. Plus récemment, il est parvenu deux fois en table finale sur le plus important circuit asiatique.
Communiquant sa passion de la compétition et une approche stratégique du poker sur son blog Pokerfull.com, il devient commentateur TV en 2005 des tournois de poker pour la chaîne Eurosport et en 2006 pour RTL9. En 2006 également, il lance aux côtés de Georges Djen le magazine Live Poker mais s'en détache après quelques mois pour se consacrer aux côtés de Patrick Bruel au développement et à l'animation de la communauté francophone de poker sur le forum WAM-Poker.
Depuis l'obtention par Winamax de l'agrément officiel de l'ARJEL à l'heure de l'ouverture des jeux online en juin 2010, Michel Abécassis occupe le poste de directeur éditorial du site winamax.fr où il est également responsable de la protection des joueurs. Parallèlement, il participe aux grands tournois avec le Team Winamax, au sein duquel il est considéré comme "Le Parrain". Il annonce sa retraite du milieu du poker professionnel en février 2019, afin de se consacrer à plein temps au bridge[réf. nécessaire]. 
Michel Abécassis est d'autre part l'un des fondateurs en 1997 de l'ALIS (Association du Locked-in syndrome), une maladie rare rendue célèbre par le best-seller de Jean-Dominique Bauby, Le Scaphandre et le Papillon, adapté au cinéma en 2007. Il en est d'abord secrétaire général, puis membre du conseil d'administration,.

## Palmarès en compétitions internationales de bridge
Les résultats concernent des compétitions internationales homologuées par la Fédération mondiale de bridge
- 1991 : classé 1er, épreuve Open par paires, avec Jean-Christophe Quantin, 6e championnat européen par paires, Montecatini
- 1993 : classé 1er, épreuve Open par paires, avec Jean-Christophe Quantin, 7e championnat européen par paires, Bielefeld
- 1997 : classé 2e, épreuve Open par paires, avec Jean-Christophe Quantin, 9e championnat européen par paires, La Haye
- 1999 : classé 2e, épreuve Open par paires, avec Jean-Christophe Quantin, 10e championnat européen par paires, Varsovie
- 2003 : classé 2e, épreuve Open par équipes, équipe CHEMLA, 1er championnat européen transnational, Menton
- 2018 : classé 1er, épreuve Open Senior par équipes, équipe de France Senior, 54e championnats d'Europe, Ostende